# مدال فضانوردی فرانک جی. مالینا
مدال فضانوردی فرانک جی. مالینا از سال ۱۹۸۶ (میلادی) هر سال از سوی فدراسیون بین‌المللی فضانوردی در کنگره بین‌المللی فضانوردی داده می‌شود.
مدال فضانوردی فرانک جی. مالینا به آموزگاری داده می‌شود که نشان دهد بیشترین استفاده را از منابع در دسترس خود، برای پیشرفت و گسترش پژوهش‌های فضانوردی و علوم فضایی مرتبط با آن کرده است.
مدال فضانوردی فرانک جی. مالینا شامل مدال یادبود مالینا و گواهی سپاسگزاری می‌شود. هزینه مدال توسط شرکت آیروجت و اداره مدال‌های انستیتو آمریکایی هوانوردی و فضانوردی تامین می‌شود.